# Церковь Иоанна Златоуста (Вологда)
Церковь Иоанна Златоуста — православный храм в центре Вологды на набережной реки Вологда, напротив Софийского собора. Храм в честь Иоанна Златоуста является объектом культурного наследия федерального значения.

## Расположение храма
По архитектурным признакам, это один из лучших вологодских храмов XVII века. Строение разместилось на набережной реки Вологда и отлично вписывается в живописный городской пейзаж. Является украшением заречной части города.

## История храма
В. И. Соколов, автор книги «Вологда. История строительства и благоустройства города», которая была выпущена в 1977 году, определяет дату постройки храма 1664 год. Историками допускается, что первоначально на этом месте был возведён деревянный храм во имя Жен Мироносиц. В архивных рукописях XV века можно встретить упоминание о наличие в заречной части города Мироносицкой трети:

Кирпичное строение на подклете состоит из двусветного пятиглавого четверика, к которому с севера и запада примыкают галереи, с шатровой колокольней над северо-западным углом.
Вот такое определение архитектурным особенностям церкви в своём труде «Вологда в её старине» даёт Г. К. Лукомский:

Храм кубической формы, напоминающей храм Николы во Владычной Слободе, куб его невысок; закомары отделены от остальной плоскости церкви карнизом. Наличники окон хорошего рисунка. Куб увенчивается пятью куполами, на них приятные главы. Но звонница — самая удачная и типичная часть храма. На широкий мощный четверик поставлен сравнительно узенький восьмерик собственно звона, покрытый пирамидальным каменным шатром со слуховыми окнами, идущими в два ряда. Верхняя часть звонницы очень изящных пропорций кажется не гармонирующей с низом — массивным двухэтажным кубом.
Две части колокольни возведены одновременно. Кладка, лепка стен и формы её украшений свидетельствуют о строительстве колокольни до XVIII века. В этой церкви полностью отразилась идея преемственности «двойных» вологодских церквей — холодной и теплой, которые объединялись в одном строении. Престол нижней церкви был освящен во имя Иоанна Златоуста, престол верхней церкви — во имя Жен Мироносиц. Именно поэтому в некоторых документах можно встретить двойное название — Златоустинский и Мироносицкий.
Интерьеры верхнего храма были отделаны лепниной и живописью, частично роспись дошла и до наших дней. Весьма редкое для этих мест явление то, что колокольня была возведена над церковью.

## Храм в Советское время
30 января 1930 года было принято решение расторгнуть договор с общиной на пользование зданием. Ещё в 1920-е годы в отношении священнослужителей церкви применялись репрессии. В апреле 1926 года настоятель церкви протоиерей Анатолий Попов был арестован и стал отбывать наказание в трудовом лагере.
В 1930 году строения храма были переданы под нужды военного ведомства. Здесь разместили складские помещения. Возможно, такой хозяйственный подход и поспособствовал сохранению многих уникальных архитектурных и искусствоведческих особенностей.
Постановлением Совета Министров РСФСР от 30 августа 1960 за № 1327 Вологодский храм Иоанна Златоуста отнесен к категории объектов культурного наследия федерального значения.

## Храм сегодня
В начале 2000-х годов здание храма возвращено верующим и с тех пор является приписным храмом к церкви Покрова на Торгу.
В 2010 году был организован Благотворительный фонд восстановления храма, поступающие средства направлялись на проведение строительных и реставрационных работ.
25 июня 2014 года на основании распоряжения епископа Вологодского и Великоустюгского Игнатия был образован приход храма святителя Иоанна Златоуста города Вологды Вологодской епархии Русской Православной Церкви. Настоятелем назначен иерей Алексей Калин.
В храме находятся частица мощей преподобного Александра Свирского.